# Iridoide

Iridodial

Iridoides são metabólitos secundários, encontrados em mais de 50 famílias de plantas. Atualmente conhecem-se mais de 2500 iridoides diferentes. Os iridoides pertencem à classe mais ampla dos terpenos, sendo portanto de natureza isoprenoide. A biossíntese dos isoprenoides ocorre primariamente nos plastídeos. Os iridoides são monoterpenos, ou seja, são sintetizados a partir de duas unidades -de cinco átomos de carbono cada uma- de isopreno, e são portanto essencialmente moléculas de 10 carbonos, embora muitas sofram alterações, com adição ou perda de carbonos, em etapas posteriores de sua biossíntese.  O esqueleto básico do qual derivam é representado pelo 1-isopropil-2,3-dimetillciclopentano ou iridano. Em geral, encontra-se geminado a um heterociclo hexagonal contendo um átomo de oxigênio, formando o núcleo denominado propriamente iridoide. A quebra da ligação entre os cabonos 1 e 5 do anel pentagonal dá origem aos chamados secoiridoides. O nome do composto modelo, o iridodial procede do gênero de formigas Iridomyrmex detectus, que secretam iridoides, incluindo também a iridomirmecina, como produtos defensivos. Os iridoides são precursores da biossíntese dos alcaloides indolterpênicos, tais como a ioimbina, a ajmalicina, a estrictosidina, a vindolina, a catarantina, a ibogaína, a quinidina e a brucina.

## Iridoides típicos
São iridoides tipicos a aucubina e o catalpol, extraídos da língua de ovelha (Plantago lanceolata) tal como a loganina, do trevo d'água (Menyanthes trifoliata). Também na valeriana (Valeriana officinalis), no jenipapo (Genipa americana) e na gardênia (Gardenia jasminoides) encontramos iridoides.

## Função dos glicosídeos iridoides
Os iridoides têm como função principal a defesa das plantas contra seus predadores. Muitas apresentam também propriedades antimicrobianas e antifúngicas. Muitos se caracterizam por um sabor extraordinariamente amargo, que as protege da predação, tanto por insetos como por vertebrados.

## Glicosídeos iridoides e Glicosidases
Os iridoides se apresentam na células vegetais quase sempre formando glicosídeos, ou seja, ligados a um monossacarídeo (normalmente a glicose) através de uma ligação O-glicosídica. Nesta condição não exercem efeito tóxico, já que sendo solúveis em água como vários outros produtos do metabolismo secundário, são armazenadas nos vacúolos. A compartimentação evita que os glicosídeos seja rompidos e ativados por enzimas presentes no citoplasma. As plantas que contêm iridoides tóxicos possuem sempre gicosidases de alta afinidade para rompê-los. Os predadores herbívoros, ao destruírem a integridade do tecido vegetal, provocam a liberação da aglicona iridoide. Além do sabor amargo desagradável, os iridoides podem exercer uma série de efeitos negativos no organismo do predador.
Muitos animais possuem enzimas digestivas que, tal com as enzimas presentes nas plantas, são capazes de romper a ligação glicosídica entre o monômero glicídeo e aglicona iridoide. A liberação do iridoide causa a desnaturação das proteínas presentes no bolo alimentar, reduzindo ou mesmo destruindo seu valor nutritivo. Os insetos herbívoros não adaptados são as maiores vítimas, seja pelo crescimento prejudicado, seja pela maior letalidade. Há, entretanto, insetos que desenvolveram mecanismos de detoxicação, premidos pela seleção natural.

## Síntese dos glicosídeos iridoides nas plantas
A biossíntese dos glicosídeos iridoides vem sendo pesquisada, com o auxílio de precursores contendo isótopos marcados, desde o fim dos anos 70, tendo sido demonstrada pouca variação entre os processos utilizados pelos diferentes gêneros de plantas .

## Síntese e função dos iridoides nos animais
Apesar de bem mais comuns nas plantas, também alguns animais são capazes de sintetizar iridoides, tais como alguns tipos de insetos e aracnídeos, que os utilizam como substâncias de defesa. Alguns besouros da família dos Chrysomelidae, são capazes da efetuar a síntese de novo de iridoides, mas na maioria dos casos, os iridoides utilizados pelos animais procedem da reelaboração de precursores isoprenoides presentes em sua dieta. São acumulados em glândulas e seu efeito defensivo é idêntico ao dos iridoides contidos nas plantas.

## Literatura
- Katharina Munk: Grundstudium Biologie: Botanik. Spektrum Akademischer Verlag, Heidelberg 2001, ISBN 3827409098.
- Sampaio-Santos, M. I. & Kaplan, M. A. C.: Biosynthesis Significance of Iridoids in Chemosystematics. J. Braz. Chem. Soc. 12 (2), 144-153, 2001.
- Michael Wendling: Phytopharmazie auf dem Scheideweg - Wirkung und Nicht-Wirkung pflanzlicher Drogen. 2007.

## Galeria

Loganina
Geniposídeo
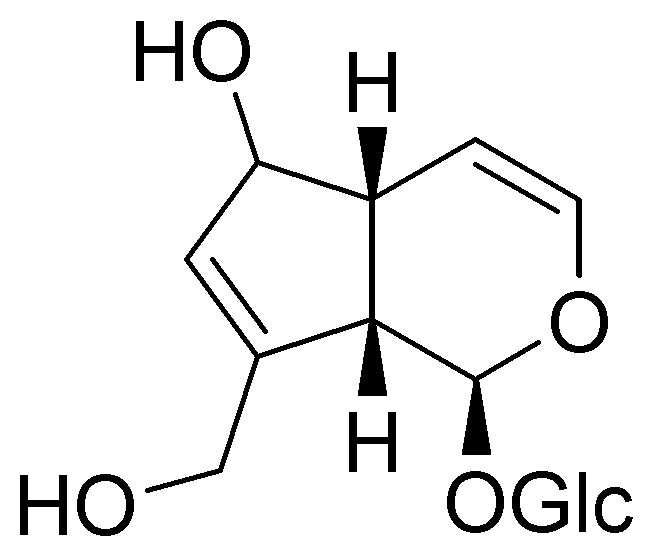
Aucubina
Catalpol
Iridomirmecina
DiidronepetalactonaDiidronepetalactona
Nepetalactona
Gentiopicrosídeo
Estrictosidina
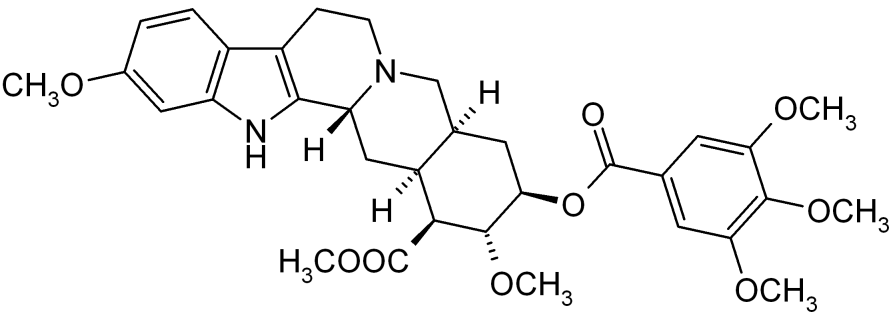
Reserpina
Quinina